# Manuela Martelli
Pour les articles homonymes, voir Martelli.
Manuela Martelli est une actrice, réalisatrice et scénariste chilienne, née le 16 avril 1983 à Santiago du Chili.

## Biographie
Elle étudie le théâtre à l'université catholique du Chili, dont elle est sortie diplômée en 2007.

## Filmographie

### Actrice

#### Cinéma
- 2003 : B-Happy de Gonzalo Justiniano - Katty
- 2004 : Mon ami Machuca (Machuca) d'Andrés Wood - Silvana
- 2005 : Monógamo sucesivo
- 2005 : Como un avión estrellado d'Ezequiel Acuña - Luchi
- 2005 : Baño de mujeres - Soledad
- 2007 : Malta con huevo'' - Fedora
- 2007 : ¡Pega Martín pega!
- 2007 : Radio Corazón - Nice
- 2008 : Sonetàula - Maddalena
- 2008 : La buena vida d'Andrés Wood - Paula
- 2009 : Navidad de Sebastián Lelio - Aurora
- 2010 : Avevamo vent'anni (court métrage) - la meilleure amie de Sara
- 2011 : Mi Último Round - Jenny
- 2013 : Il futuro d'Alicia Scherson - Bianca
- 2014 : Il mondo fino in fondo d'Alessandro Lunardelli

#### Télévision
- 2007 : HyT 2 (série télévisée)
- 2008 : Huaiquimán y Tolosa (série télévisée) - Sofía Santos
- 2010 : Feroz (telenovela) - Amanda Carrera
- 2010 : Cartas de mujer (mini-série) - Leontina
- 2011 : Karma (mini-série) - Margarita

### Réalisatrice-scénariste
- 2015 : Apnea (court métrage)
- 2015 : Chile Factory
- 2016 : Marea de tierra (court métrage)
- 2022 : Chili 1976 (1976)

### Scénariste seulement
- 2014 : Mar de Dominga Sotomayor

## Distinctions
- Festival du film de La Havane 2003: meilleure actrice pour B-Happy
- Festival ibérico-américain du cinéma de Santa Cruz 2004 : meilleure actrice pour B-Happy